# Croce serba

Esempio di croce serba

Stemma della Serbia nel 1340

La croce serba (serbo: српски крст o srpski krst) è una croce greca con quattro lettere C cirilliche capovolte posizionate in ognuno dei quattro angoli della croce. È più corretto però interpretare queste quattro lettere come Β (beta), che si trovavano sulla croce bizantina e rappresentavano la sigla del motto dei Paleologi, e quindi del motto di Bisanzio. Secondo altre interpretazioni esse rappresenterebbero anche degli acciarini (in serbo "ocila"), uno strumento d'acciaio che serviva per produrre scintille e innescare il fuoco. È uno dei simboli, nazionali, religiosi ed etnici, del popolo serbo e della Serbia stessa.

## Significato
Nelle opere araldiche posteriori del XVII secolo le quattro B hanno il significato di "Βασιλεὺς Βασιλέων Βασιλεύων Βασιλεύουσι" (il Re dei Re Regnante sui Re). È difficile però attribuire queste parole al re bizantino (che infatti non ha mai portato il titolo di "re dei re", pertanto esse potrebbero attribuirsi solo a Cristo). Ma lo storico J.N. Svoronos ritenne che questa interpretazione fosse stata prodotta dal Rinascimento e, partendo dall'indubbio significato della lettera B come inizio della parola ΒΟΗΘΕΙ (aiuta), propose tre possibili interpretazioni, delle quali la più accreditata è "Σταυρὲ Βασιλέως Βασιλέων Βασιλεῖ βοήθει" (Croce del Re dei Re, assisti il Re).
Nell'interpretazione medievale le quattro B divennero decisamente degli acciarini. Essi erano già noti come simbolo araldico: infatti il casato fiorentino degli Acciaiuoli (acciaiuolo significa appunto acciarino) imprimeva sulla moneta fiorentina il segno dell'acciarino (signum acciauoli) in una forma molto simile a quella dell'acciarino serbo. Anche lo storico C. Du Fresne Du Cange affermò, basandosi su fonti medievali, che lo stemma della Serbia rappresentasse "una croce con quattro acciarini").
Nell'interpretazione moderna le quattro lettere, essendo molto simili a delle C cirilliche (che corrispondono al fonema /s/), vengono comunemente associate alle iniziali della frase "Само Слога Србина Спасава" (Samo Sloga Srbina Spasava), che è il motto della Serbia: "Solo l'Unità Salva i Serbi". Si tratta però di un significato che esse assunsero solo successivamente.

## Origine
Diverse fonti ritengono quindi che la croce serba sia basata sulla croce bizantina. Ad introdurre le lettere della croce bizantina nello stemma serbo sarebbe stato il despota Stefan Lazarević, dopo essere diventato despota bizantino nel 1402, ma la croce serba era già in uso nel 1370 nello stemma del re Vukašin della famiglia dei Mrnjavčević. Dopo i sovrani medievali serbi la croce fu adottata nel 1838 da Miloš Obrenović e da allora è parte integrante dello stemma serbo.
Comunemente viene rappresentata con i colori panslavi (rosso, blu e bianco) o direttamente sulla bandiera serba.